# チェ・ゴウン
チェ・ゴウン（최고은）は韓国の翻訳家。日本の推理小説・ライトノベルを韓国語に翻訳している。
大学では日本史と政治を専攻。2010年3月現在、大学院で日本の大衆文化に関する研究を行っている。本格ミステリの愛好家であり、未訳の作品の紹介に努めている。

## 主な翻訳作品

### 推理小説
- 我孫子武丸
  - 『人形はこたつで推理する』（1990年8月）→『인형, 탐정이 되다』（2009年10月）
  - 『人形は遠足で推理する』（1991年4月）→『소풍버스 납치사건』（2009年12月）
- 有栖川有栖
  - 『46番目の密室』（1992年3月）→『46번째 밀실』（2009年3月）
  - 『絶叫城殺人事件』（2001年10月）→『절규성 살인사건』（2009年3月）
- 恩田陸
  - 『ドミノ』（2001年7月）→『도미노』（2010年1月）
- 法月綸太郎
  - 『生首に聞いてみろ』（2004年9月）→『잘린 머리에게 물어봐』（2010年2月）
- 宮部みゆき
  - 『人質カノン』（1996年1月）→『인질 카논』（2010年2月）
- 米澤穂信
  - 『インシテミル』（2007年8月）→『인사이트 밀』（2008年8月）
  - 『儚い羊たちの祝宴』（2008年11月）→『덧없는 양들의 축연』（2010年3月）

### ライトノベル
- 日日日 - ちーちゃんは悠久の向こう
- 片山憲太郎 - 電波的な彼女
- 野村美月 - “文学少女”シリーズ
- 来楽零 - 哀しみキメラ